# Seznam ztrát ukrajinského vojenského letectva v ukrajinské krizi
Seznam ztrát ukrajinského vojenského letectva v ukrajinské krizi podává přehled všech ztracených letounů a vrtulníků Vzdušných sil Ukrajiny za Krymské krize a války na východní Ukrajině z let 2014 a 2015.
Do konce roku 2014 ztratilo ukrajinské letectvo 33 strojů (23 letounů a 10 vrtulníků), z čehož bylo 20 sestřeleno, 1 zničen na zemi a 12 ukořistěno ruskou armádou za anexe Krymu.

## Seznam ztracených strojů
| Typ                 | Obrázek        | Původ          | Určení             | Verze                                           | Počty                                          | Poznámky |
| Cvičné letouny      | Cvičné letouny | Cvičné letouny | Cvičné letouny     | Cvičné letouny                                  | Cvičné letouny                                 | Cvičné letouny |
| ------------------- | -------------- | -------------- | ------------------ | ----------------------------------------------- | ---------------------------------------------- | --- |
| Aero L-39 Albatros  |                | Československo | cvičný             | L-39/L-39M1                                     | 4 ukořistěny                                   | Ukořistěné na letecké základně Belbek ruskou armádou. |
| Stíhací letouny     |                |                |                    |                                                 |                                                | |
| Mikojan MiG-29      |                | Sovětský svaz  | víceúčelový        | MiG-29 MiG-29S MiG-29A MiG-29UB MiG-29MU1       | 2 sestřelené 8 ukořistěných                    | 45 MiG-25 bylo zajato ruskou armádou na základně Belbek. 37, převážně neschopných letu, jich bylo vráceno Ukrajině ke konci května 2014. Jeden MiG-29 byl 7. srpna 2014 sestřelen nedaleko vesnice Ždanivka 40 kilometrů severovýchodně od Doněcku, další pak poblíž Luhansku 17. srpna 2014.                                                                                             |
| Bombardéry          |                |                |                    |                                                 |                                                | |
| Suchoj Su-24        |                | Sovětský svaz  | bitevní            | Su-24M                                          | 1 sestřelen 1 poškozen                         | Dne 2. července 2014 byl jeden stroj zasažen ruční protiletadlovou střelou. Poškozenému letadlu se povedlo přistát. Jeden, původně identifikovaný jako Su-25, byl sestřelen v Luhanské oblasti 20. srpna 2014. Piloti se katapultovali a byli zachráněni. |
| Suchoj Su-25        |                | Sovětský svaz  | bitevní            | Su-25 Su-25UB Su-25K Su-25UTG Su-25M1 Su-25UBM1 | 5 sestřeleno 2 poškozeny                       | Letoun poškozený 1. července 2014 bezpečně přistál. Dne 16. července 2014 jeden sestřelen, buď ruským MiG-29 střelou R-27T nebo povstaleckou protiletadlovou střelou. Další dva byly sestřeleny 23. července 2014 poblíž vesnice Dmytrivky východně od Doněcku. Dne 29. srpna 2014 byl sestřelen další Su-25.                                                                             |
| Transportní letouny |                |                |                    |                                                 |                                                | |
| Iljušin Il-76       |                | Sovětský svaz  | transportní        | Il-76MD                                         | 1 sestřelen                                    | Sestřelen poblíž Mezinárodního letiště Luhansk. Zemřelo 49 vojáků a členů posádky. |
| Antonov An-26       |                | Sovětský svaz  | transportní        | An-26                                           | 1 sestřelen                                    | Jeden An-26 byl sestřelen nedaleko sídla městského typu Izvaryne 14. července 2014. |
| Antonov An-30       |                | Sovětský svaz  | průzkumný          | An-30B                                          | 1 sestřelen 1 poškozen                         | Jeden stroj byl 22. dubna 2014 zasažen 23mm protiletadlovým dělem nad Slovjanskem. Další byl sestřelen 6. června 2014 ruční protiletadlovou střelou poblíž Drobyševa. |
| Vrtulníky           |                |                |                    |                                                 |                                                | |
| Mil Mi-8/17         |                | Sovětský svaz  | transportní        | Mi-17 Mi-8MT                                    | 4 sestřeleny 1 zničen na zemi 3 poškozeny      | Jeden byl zničen na zemi na kramatorské letecké základně. Dva byly sestřeleny a dva poškozeny během obléhání Slovjansku. Jeden byl 7. srpna 2014 zasažen, ale byl schopen nouzově přistát nedaleko Savur-Mohyly. Další 2 byly sestřeleny 18. a 19. srpna 2014. Oba tyto stroje byly pilotovány stejnou posádkou, která nakonec obě havárie přežila.                                       |
| Mil Mi-24           |                | Sovětský svaz  | útočný/transportní | Mi-24P Mi-24V Mi-24PM                           | 5 sestřeleno 4 poškozeny 2 nárokované sestřely | 4 Mi-24 byly sestřeleny a 3 poškozeny během obléhání Slovjansku. Povstalci si nárokovali sestřel dalšího stroje, ten ale nebyl potvrzen ukrajinskou armádou. Povstalci si dále nárokovali sestřel jednoho Mi-24 poblíž Snižného ze dne 12. července 2014, ale ani ten nebyl z ukrajinské strany potvrzen. Jeden vrtulník byl sestřelen a druhý zasažen 20. srpna 2014 v Luhanské oblasti. |